# Essen
Essen là một thành phố trong bang Nordrhein-Westfalen của nước Đức. Thành phố có diện tích km², dân số thời điểm năm 2008 là 579.000 người.
Thành phố nằm bên sông Ruhr, là thành phố lớn thứ 7 hay 8 ở Đức. Essen là Thủ đô Văn hóa châu Âu thay mặt cho khu vực Ruhr.
Đã từng là một trong những trung tâm than đá và thép quan trọng của Đức, thành phố đã phát triển trở thành một trung tâm công nghiệp lĩnh vực thứ ba.